# Tarachidia debilis
Tarachidia debilis là một loài bướm đêm trong họ Noctuidae.